# Acacia subtessarogona
Acacia subtessarogona är en ärtväxtart som beskrevs av Mary Douglas Tindale och Bruce R. Maslin. Acacia subtessarogona ingår i släktet akacior, och familjen ärtväxter. Inga underarter finns listade i Catalogue of Life.